# Suéltate el pelo (película)
Suéltate el pelo es una película española de 1988 protagonizada por Hombres G y dirigida por Manuel Summers.

## Argumento
El grupo Hombres G se encuentra en su mejor momento. Por medio de una carta David conoce a una admiradora suya, pero éste la rechaza por ser menor de edad...

## Comentarios
Es la segunda parte de la película Sufre Mamón, también dirigida por el padre del vocalista del grupo. Los miembros de Hombres G se interpretan a sí mismos.
En dicho filme hace una aparición especial Tatiana, cantante infantil mexicana, más conocida como La Reina de los Niños.